# Yara (Sängerin)

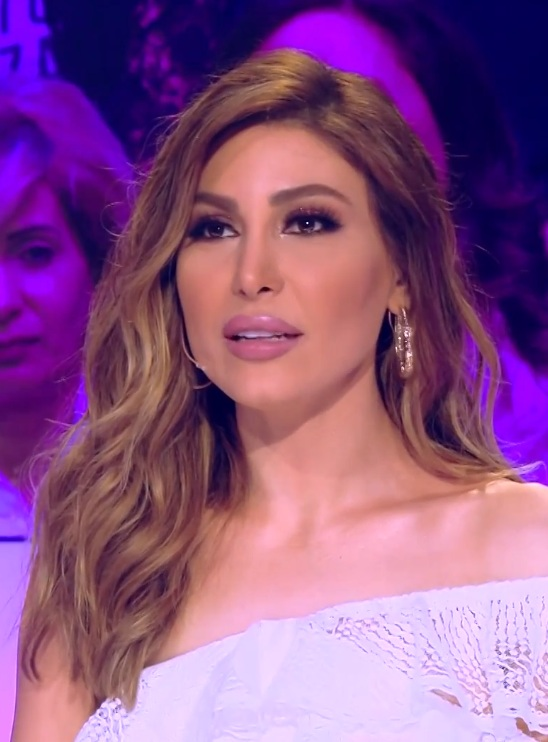
Yara, 2018

Yara (arabisch يارا, DMG Yārā), geboren als Carla Nazih Berkachi, auch Carla Nazih el Berkachi (* 1. Juni 1983 in Deir el Ahmar) ist eine libanesische Sängerin.

## Leben und Karriere
Geboren und aufgewachsen in Deir el Ahmar, einer kleinen, zumeist von maronitischen Christen bewohnten Stadt in der Bekaa-Ebene 100 Kilometer östlich von Beirut, kam sie schon früh mit der arabischen Musik in Kontakt. Yara ist die jüngste Tochter, sie hat noch einen älteren Bruder. Sie wählte den Künstlernamen Yara, was in der Sprache des früher auf dem Boden des Libanons lebenden Volkes der Phönizier so viel wie „Geliebte“, im persischen „Tochter des Frühlings“ und in der Sprache der Pharaonen in etwa „Königin des Himmels“ bedeutet. 
Ihr Entdecker war der libanesische Komponist Tarek Abu Jaoude. Sie ist eine der ambitioniertesten Sängerinnen des „Arab Pop“ und gewann teilweise schon in jungem Alter gewichtige Künstlerpreise des Nahen Ostens und der arabischen Welt.

## Diskografie

### Studioalben
- 2005: Twassa Feyi
- 2008: Enta Menni
- 2009: La'ale' Khalijiya
- 2014: Ayech Bi Oyouni
- 2016: Mou Mhtajekom
- 2017: Meaazabni Al Hawa

### Singles (Auswahl)
- 2008: Ma Yhimmak
- 2008: Enta Menni
- 2009: Sodfa
- 2014: Ma Baaref
- 2014: Betrouh
- 2014: Beyt Habibi
- 2016: Khallouni Maou
- 2017: Meaazabni Al Hawa
- 2018: Mallet (mit Douzi & DJ Youcef)
- 2019: Shou Bado

## Auszeichnungen
- 1998: Glas der Sterne, LBC
- 2015: Murex d’Or[1]